# Масулє-Хані
Масулє-Хані (перс. ماسوله خاني) — село в Ірані, у дегестані Масаль, у Центральному бахші, шагрестані Масал остану Ґілян. За даними перепису 2006 року, його населення становило 91 особу, що проживали у складі 17 сімей.

## Клімат
Середня річна температура становить 11,82 °C, середня максимальна – 26,10 °C, а середня мінімальна – -3,13 °C. Середня річна кількість опадів – 475 мм.
| Клімат поселення                              | Клімат поселення | Клімат поселення | Клімат поселення | Клімат поселення | Клімат поселення | Клімат поселення | Клімат поселення | Клімат поселення | Клімат поселення | Клімат поселення | Клімат поселення | Клімат поселення | Клімат поселення |
| Показник                                      | Січ.             | Лют.             | Бер.             | Квіт.            | Трав.            | Черв.            | Лип.             | Серп.            | Вер.             | Жовт.            | Лист.            | Груд.            |                  |
| Середній максимум, °C                         | 9,00             | 7,98             | 9,47             | 14,34            | 19,90            | 24,51            | 26,10            | 25,82            | 21,57            | 18,61            | 12,68            | 9,23             |                  |
| Середня температура, °C                       | 3,45             | 2,42             | 3,92             | 8,78             | 14,34            | 18,96            | 22,08            | 21,81            | 17,56            | 14,60            | 8,67             | 5,21             |                  |
| Середній мінімум, °C                          | −2,11            | −3,13            | −1,64            | 3,23             | 8,79             | 13,40            | 18,07            | 17,80            | 13,55            | 10,59            | 4,66             | 1,22             |                  |
| Норма опадів, мм                              | 39               | 37               | 58               | 60               | 40               | 19               | 12               | 17               | 35               | 54               | 46               | 58               |                  |
| Середньомісячна швидкість вітру, м/с          | 2.09             | 2.43             | 2.48             | 2.58             | 2.20             | 2.03             | 2.36             | 2.18             | 1.85             | 2.00             | 2.02             | 2.00             |                  |
| Середньомісячна сонячна радіація, кДж/м²·день | 7234             | 9663             | 11828            | 16086            | 19845            | 22534            | 23294            | 19915            | 16565            | 11640            | 8862             | 6937             |                  |
| --------------------------------------------- | ---------------- | ---------------- | ---------------- | ---------------- | ---------------- | ---------------- | ---------------- | ---------------- | ---------------- | ---------------- | ---------------- | ---------------- | ---------------- |
| Джерело:                                      |                  |                  |                  |                  |                  |                  |                  |                  |                  |                  |                  |                  |                  |